# Annette Scheunpflug

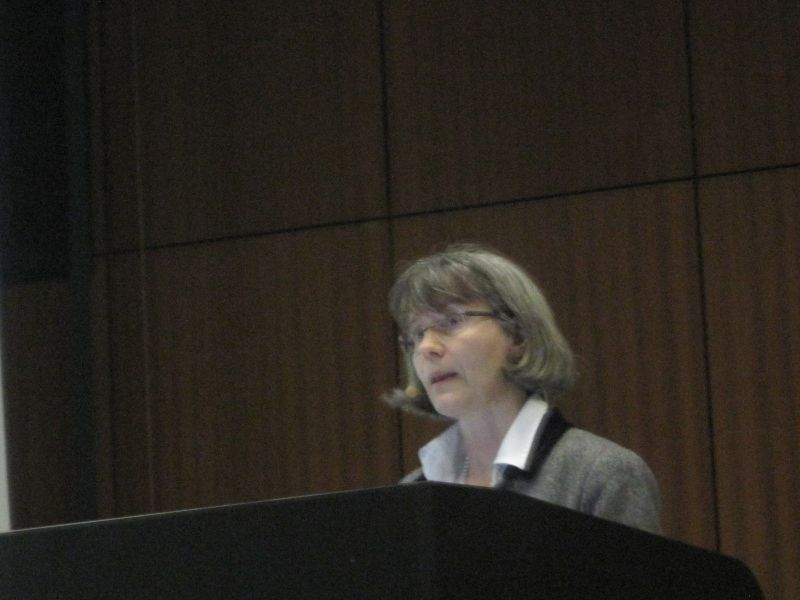
Annette Scheunpflug 2012

Annette Scheunpflug (* 1963) ist eine deutsche Pädagogin und Professorin an der Otto-Friedrich-Universität Bamberg.

## Leben
Annette Scheunpflug studierte Musikpädagogik, Schulpädagogik und Evangelische Religionspädagogik an der Otto-Friedrich-Universität Bamberg. 1986 erlangte Scheunpflug das 1. Staatsexamen für das Lehramt an Grundschulen. Von 1990 bis 1994 war sie Wissenschaftliche Mitarbeiterin an der Universität der Bundeswehr Hamburg und legte dort 1994 eine Doktorarbeit vor zum Thema Die Geschichte der entwicklungspolitischen Bildung in Deutschland in Schule und Jugendverbänden. Ab 1995 war sie als Wissenschaftliche Assistentin weiterhin an der Universität der Bundeswehr in Hamburg tätig und wurde 1999 habilitiert (Thema: Evolutionäre Didaktik). Sie vertrat 1997–1999 eine Professur in Bamberg und wurde 2000 zur Professorin für Bildungsforschung an der Justus-Liebig-Universität Gießen ernannt. Von 2001 bis 2013 war sie Professorin für Allgemeine Pädagogik an der Friedrich-Alexander-Universität Erlangen-Nürnberg. Seit 2013 ist sie Professorin für Allgemeine Pädagogik an der Otto-Friedrich-Universität Bamberg. 2018 wurde sie zum ordentlichen Mitglied der Bayerischen Akademie der Wissenschaften gewählt.

## Ämter
Sie ist Vorsitzende des Kuratoriums der Evangelische Stiftung Pfadfinden des Verbands Christlicher Pfadfinderinnen und Pfadfinder und Vorsitzende der Kammer für Bildung und Erziehung, Kinder und Jugend der EKD. Annette Scheunpflug ist Mitglied im Fachausschuss Bildung der Deutschen UNESCO-Kommission sowie im Board des International Bureau of Education (IBE) der UNESCO in Genf. Ebenfalls ist sie Schriftleiterin und Herausgeberin der Zeitschrift für Internationale Bildungsforschung und Entwicklungspädagogik – ZEP.

## Forschung und Lehre
Scheunpflug beschäftigt sich mit systematischen Fragen der Allgemeinen Erziehungswissenschaft und Bildungsforschung sowie der Evolutionären Erziehungswissenschaft und Pädagogischen Anthropologie. Sie vergleicht erziehungswissenschaftliche Ansätze weltweit, setzt dabei Schwerpunkte auf weltbürgerliche Erziehung und Globales Lernen.

## Publikationen (Auswahl)
- Annette Scheunpflug, Ulrike Stadler-Altmann, Horst Zeinz: Bestärken und fördern : Wege zu einer veränderten Lernkultur in der Sekundarstufe I. Klett-Verlag, Stuttgart, 2012, ISBN 978-3-7800-1096-4
- Evolutionäre Didaktik: Unterricht aus system- und evolutionstheoretischer Perspektive. Beltz-Verlag, Basel, 2001, ISBN 3-407-25244-7
- Biologische Grundlagen des Lernens. Cornelsen Scriptor, Berlin, 2001, ISBN 3-589-21430-9

## Auszeichnungen
Im Jahr 2022 erhielt Scheunpflug die Ehrendoktorwürde der Universität Oulu, Finnland.